# شاكر الوادي
شاكر محمود الوادي (1894 - 30 كانون الثاني 1957) هو سياسي عراقي، كان وزير الدفاع في فترة بين عامي 1946—1948 وكذلك فترة ثانية بين عامي 1950—1952، كما شغل منصب وزير الخارجية عدة مرات.
كان من سكّان الكرادة الشرقية، وكانت له أرض زراعية في سبع أبكار قُسّمت دوراً سكنية وسُمّيت على اسمه محلة شاكر الوادي.